# Зданув (Свентокшиське воєводство)
Зданув (пол. Zdanów) — село в Польщі, у гміні Образув Сандомирського повіту Свентокшиського воєводства.
Населення — 249 осіб (2011).
У 1975-1998 роках село належало до Тарнобжезького воєводства.

## Демографія
Демографічна структура на день 31 березня 2011 року:
|          | Загалом | Допрацездатний вік | Працездатний вік | Постпрацездатний вік |
| -------- | ------- | ------------------ | ---------------- | -------------------- |
| Чоловіки | 118     | 20                 | 88               | 10                   |
| Жінки    | 131     | 25                 | 69               | 37                   |
| Разом    | 249     | 45                 | 157              | 47                   |